# Elecciones generales de Groenlandia de 2013
Las Elecciones Parlamentarias fueron celebradas el 12 de marzo del 2013 en Groenlandia. El partido de la oposición Siumut volvió a ser el partido mayoritario en la cámara con 5 diputados más, quedándose con 14 de 31. El 26 de marzo de 2013 Aleqa Hammond fue investida y se convirtió en la primera primer ministro mujer del país.

## Campaña
El debate se centró en el tema de las extracciones de minerales y tierras raras en el país. Tras las ofertas de grandes multinacionales de China, Estados Unidos, Corea del Sur y Australia, entre otros, para abrir grandes centros mineros que darían enormes créditos económicos al país. Se planteaba el debate sobre si un país de 2 millones de kilómetros cuadrados y 60.000 habitantes podía asumir tal avalancha de trabajadores. El partido del ex primer ministro, Kuupik Kleist, era favorable y redactó una ley laboral que adaptaba la legislación a esta demanda pero el partido Siumut se oponía a las ofertas hasta no tener una legislación completamente preparada y justa.

## Resultados
| Color                                                                      | Partido                    | Votos 2013 | % 2013 | Escaños 2013 | % 2009 | Escaños 2009 |
| -------------------------------------------------------------------------- | -------------------------- | ---------- | ------ | ------------ | ------ | ------------ |
|                                                                            | Siumut                     | 12,910     | 42.8   | 14           | 26.5   | 9            |
|                                                                            | Inuit Ataqatigiit          | 10,374     | 34.4   | 11           | 43.7   | 14           |
|                                                                            | Solidaridad                | 2,454      | 8.1    | 2            | 10.9   | 3            |
|                                                                            | Partido Inuit              | 1,930      | 6.4    | 2            | -      | -            |
|                                                                            | Demócratas                 | 1,870      | 6.2    | 2            | 12.7   | 4            |
|                                                                            | Asociación de Candidatos   | 326        | 1.1    | 0            | 3.8    | 1            |
|                                                                            | Otros                      | 9          | 0.0    | 0            | 0.2    | 0            |
| No válidos/Votos en blanco                                                 | No válidos/Votos en blanco | 263        | -      | -            | -      | -            |
| Total                                                                      | Total                      | 30,136     | 100    | 31           | 100    | 31           |
| Votantes/Participación                                                     | Votantes/Participación     | 40,588     | 74,2   | -            | 74,9   | -            |
| Fuentes: Valg.gl, AP, Archivado el 24 de marzo de 2013 en Wayback Machine. |                            |            |        |              |        |              |

## Formación de Gobierno
Después de ser conocidos los resultados la ganadora, Aleqa Hammond, dijo no tener prisa en formar gobierno y que escucharía todas las propuestas y demandas. Finalmente la coalición de gobierno se formó con el partido Solidaridad y Partido Inuit, encargándose el primera del Ministerio de Salud e Infraestructura y el segundo de Medioambiente.
- Datos: Q7005387